# Полкова Микитівка
Полкова́ Мики́тівка — село у Богодухівській міській громаді Богодухівського району Харківської області України. Розташоване у лісостеповій зоні Харківської області і бере свій початок з другої половини XVII століття, розташувавшись на землях скіфських і слов'янських поселень, про що свідчать численні кургани, в розкопках яких, було знайдено чимало предметів тієї епохи.
- Поштове відділення: Полково-Микитівське

## Географія
Село Полкова Микитівка знаходиться на правому березі річки Мерла. Вище за течією примикає до села Губарівка. На протилежному березі розташоване селище Гути. За 4 км знаходиться залізнична станція Губарівка. Через село проходить автомобільна дорога Р26.

## Назва
Полкову Микитівку довгий час свого первинного існування називали просто Микитівкою (“Оглядова книга міст Охтирського полку” 1686 року, “Описні книги Харківського та Охтирського полків” 1691 року, Ландратський перепис Охтирського полку 1718 року, перепис майора Хрущова Охтирського полку 1732 року). Вперше в відомих історичних переписах/переліках поселень ця Микитівка названа Полковою в другій ревізії Охтирського полку 1744 року.
Так само просто Микитівкою довгий час називали і село, відоме зараз під назвою Хрущова Микитівка. Напевно, вони отримали свої первинні однакові назви цілком незалежно. При тому, що сучасну Хрущову Микитівку заснував Микита Сененко (Уманець), на честь якого вона і отримала цю свою назву. Заснування ж ним же Полкової Микитівки — легенда та міф, що не мають жодного реального історичного та/або документального підтвердження.
Разом з тим, на певному етапі з метою уникнення плутанини та розрізнення цих двох поселень, розташованих відносно неподалік, вони обидва отримали в якості складових назв певні “уточнення”.
Власницьке село Микитівка отримало “визначення” Хрущова за прізвищем наступного після Уманців роду своїх власників — ніжинського полковника Івана Семеновича Хрущова та його нащадків і спадкоємців.
Полкова ж Микитівка стала зватись саме так, бо була, на відміну від власницького села Хрущової Микитівки, в прямому сенсі слова “військовою” або тією самою “полковою” слободою. І належала до Охтирського полку та входила до його складу безпосередньо як та сама “військова”, або, що було прямим синонімом цього визначення, “полкова” слобода.

## Археологія
На схід від Полкової Микитівки було розташоване скіфське городище середини I тисячоліття до н. е.
Його досліджував протягом 1930-х років археолог Фукс. Протягом 1960—1970-х років городище досліджували археологічні експедиції Харківського університету під керівництвом Бориса Шрамка та Донецького університету під керівництвом Алли Моруженко. Городище мало земляні укріплення з висотою 2 метри. Жителі займались землеробством (вирощували пшеницю, ячмінь, просо) і скотарством (розводили велику та дрібну рогату худобу). Також розвивались ремесла та промисли. (напр., бронзоливарний і залізоробний, гончарний тощо).

## Історія

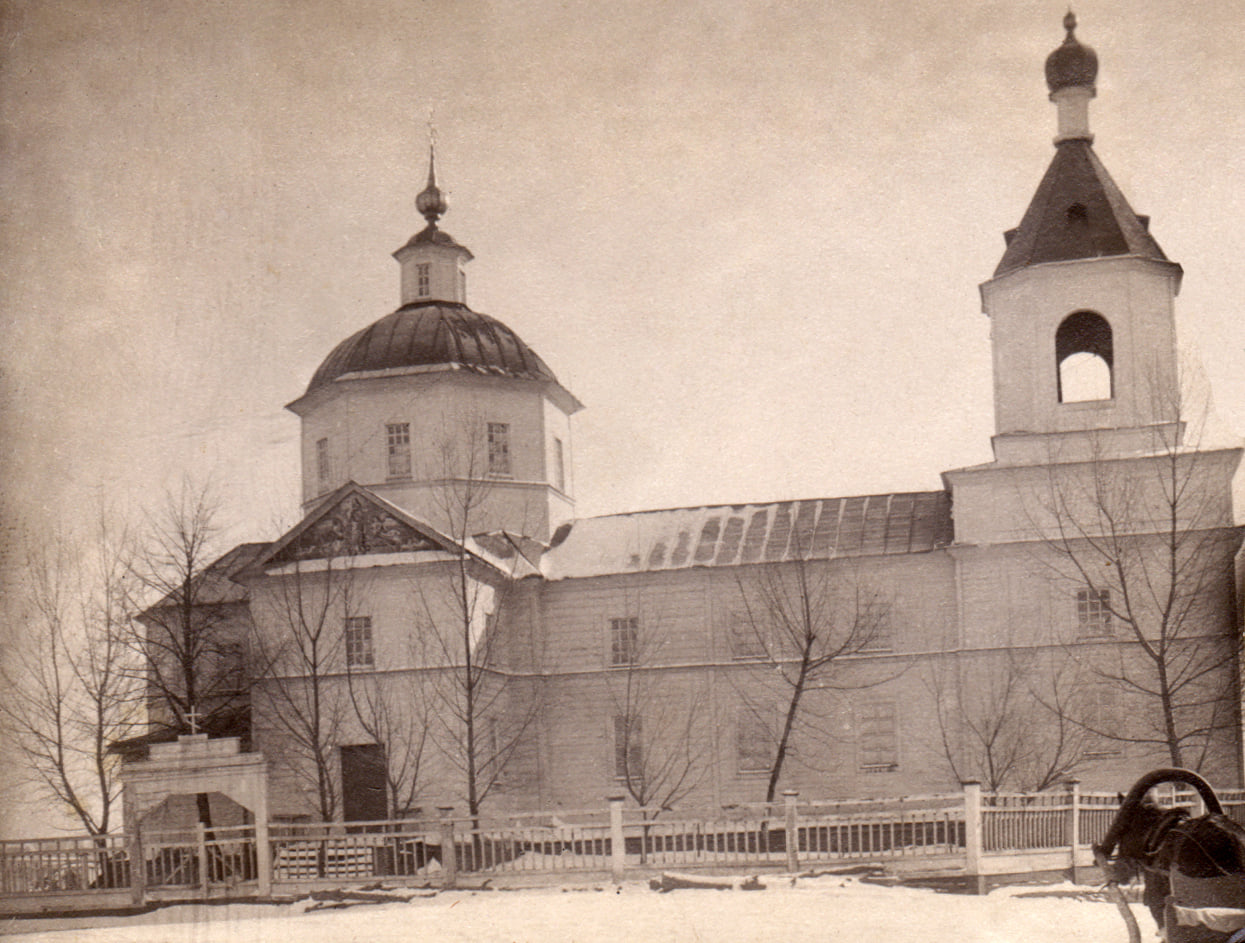
Успенська церква в Полковій Микитівці, світлина Стефана Таранушенка, 1914 рік

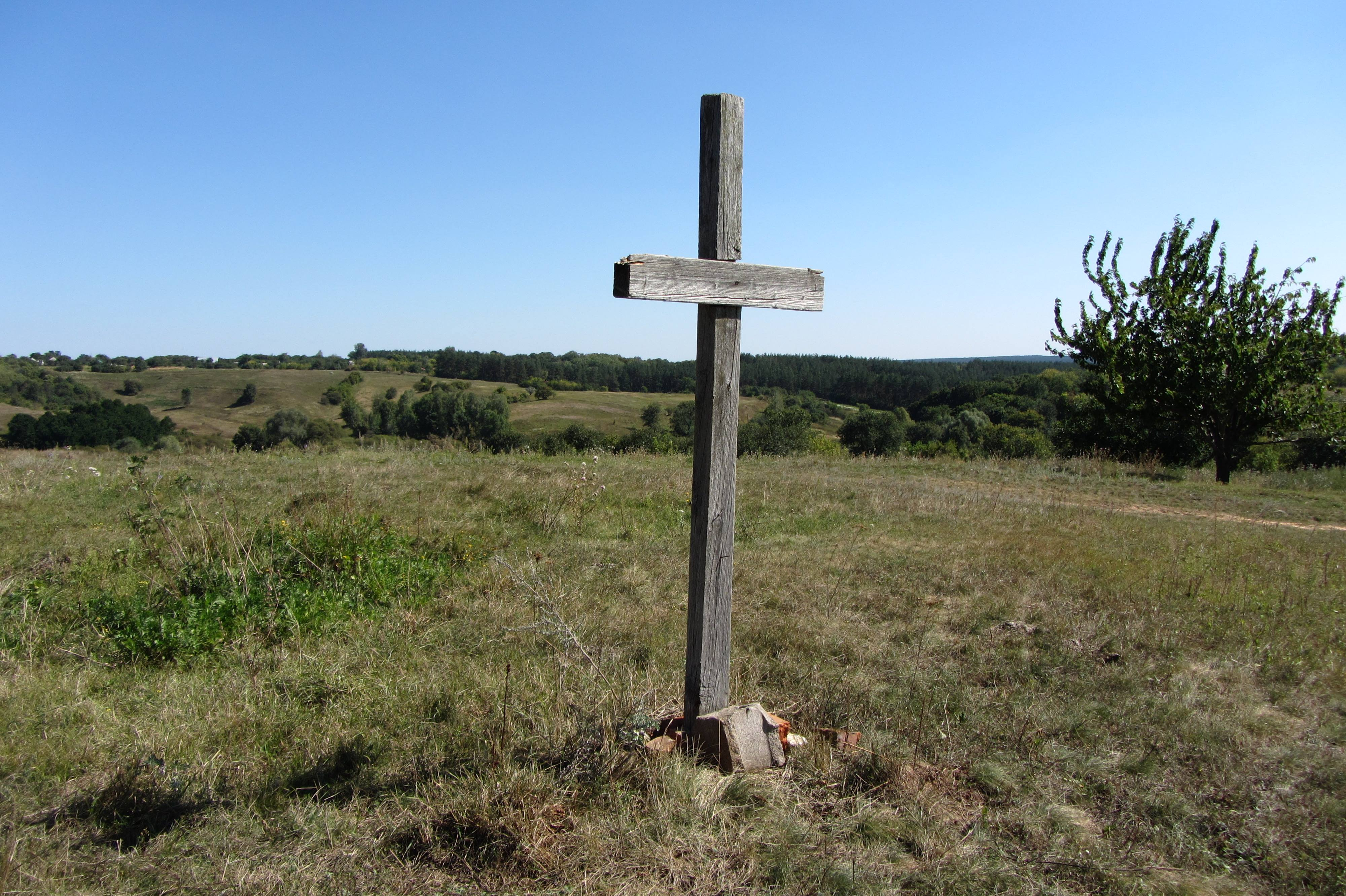
Світлина хреста на місці колишнього розташування Успенської церкви в Полковій Микитівці, фото Євгена Миколайовича Булгакова, 5 вересня 2014 року

Полкова Микитівка вперше згадується в відомих історичних документах в так званій “Оглядовій книзі міст Охтирського полку” 1686 року. Тоді під назвою просто Микитівка як “село” в межах “повіту” “міста” Городного (разом з Козіївкою як ще одним “селом” в тому ж повіті від того ж “міста”, яка там теж згадується в відомих історичних документах вперше). Надалі Микитівка згадується, крім іншого, в “Описних книгах Харківського та Охтирського полків” 1691 року (в цьому документі вперше в відомих історичних документах згадана сусідня з Микитівкою Губарівка).
Присутня Микитівка тоді в складі Городнянської сотні вже не “міста”, а містечка, Городного і в так званому Ландратському переписі Охтирського полку 1718 року (Козіївка тоді також входила до складу тієї ж сотні). Вже тоді в Микитівці достеменно існувала церква — Успенська. Населення Микитівки в 1718 році складалось з виборних козаків-компанійців та їх “спомагателів”. На чолі громади знаходився отаман. Всього цей перепис зафіксував в Микитівці того часу 122 двори та 669 мешканців обох статей (з них 332 чоловіки  та 337 жінок) .
За даними перепису майора Хрущова Охтирського полку 1732 року населення Микитівки все тієї є Городнянської сотні продовжувало були козацьким (абсолютно переважна більшість населення належала або до козаків або до їх “підпомічників”). Всього цей перепис зафіксував в тогочасній Микитівці 581 “душу” мешканців (при тому, що переписані в ньому були лише чоловіки). Отаманом села в цьому переписі показаний Сава Іванович Йонин (Іонин), що став зрештою основоположником спочатку старшинського, а потім місцевого дворянського роду Йониних (Іониних), досить відомого, принаймні на місцевому рівні.
Надалі Микитівка продовжувала ще певний час бути військовою слободою в складі Гроднянської сотні Охтирського полку.
У другій ревізії Охтирського полку 1744 року поселення вперше хронологічно серед відомих переписів/ревізій названо Полковою Микитівкою. Напевно, це сталось задля уникнення плутанини з іншою Микитівкою, яка знаходилась відносно неподалік та яку приблизно в той же час почали називати Хрущовою за прізвищем тогочасного власника, ніжинського полковника Хрущова. Основна ж відмінність військової слободи Микитівки від власницького села Микитівки, що належала спочатку засновникам Уманцям, а потім вже і Хрущовим цим, полягала в тому, що вона не належала нікому, окрім власне “полку”. Охтирського. І була в цьому сенсі саме “полковою”. Тому і отримала саме таку назву.
Зрештою, Полкова Микитівка перестає згодом входити до складу Городнянської сотні. Вона стає сама центром окремої Микитянської сотні Охтирського полку. Правда, стається це незадовго до скасування в 1765 році полкового устрою Слобожанщини як такого.
Відомі два Микитянських сотники: Іван Поготовка та Іван Огранович. Під час врядування останнього власне в 1765 році полковий устрій і було скасовано як такий. Разом з сотенним його поділом. Мешканці, що належали до козацького стану після цього, в тому числі в Полковій Микитівці, були переведені в категорію “військових обивателів”. Згодом вже “військових обивателів”, зрештою, було переведено та перетворено на звичайний державних (казенних) селян.
В адміністративному ж сенсі Полкова-Микитівка після скасування полкового устрою Слобожанщини перебувала в таких статусах (при цьому треба звернути увагу, що межі та склад одних і тих самих адміністративно-територіальних одиниць, що тут згадані, могли змінюватись і змінювались реально час від часу насправді):
20.05.1765 р. -29.09.1780 р. — слобода Богодухівського комісарства Охтирської провінції Слобідсько-Української губернії
29.09.1780 р. – 12.12.1796 р. — слобода Краснокутської округи Харківського намісництва
12.12.1796 р. – 05.12.1835 р. — слобода Микитівської волості Богодухівського повіту Слобідсько-Української губернії, слобода Козіївської волості Богодухівського повіту Слобідсько-Української губернії
05.12.1835 р.- 07.03.1923 р. — слобода Козіївської волості Богодухівського повіту Харківської губернії (як мінімум, до 1858 року), слобода Микитівської (Полково-Микитівської) волості Богодухівського повіту Харківської губернії (як мінімум, з 1862 року)
07.03.1923 р. – 03.06.1925 р. — село Богодухівської (Охтирської) округи Харківської губернії
(25.09.1923 — Богодухівська округа була перейменована в Охтирську та центр перенесено відповідно з Богодухова до Охтирки)
03.06.1925 р. -01.08.1925 р. — село Богодухівського району Харківської округи Харківської губернії
01.08.1925 р. – 01.01.1931 р. — село Богодухівського району Харківської округи
01.01.1931 р. – 27.02.1932 р. — село Богодухівського району
27.02.1932 р. – наш час — село Богодухівського району Харківської області
Село постраждало внаслідок геноциду українського народу, проведеного урядом СССР в 1932—1933 роках, кількість встановлених жертв − 616 людей.
У селі похований Герой Радянського Союзу Євген Матвійович Терезов, який 9 серпня 1943 року отримав поранення, які надалі виявились смертельними, поблизу хутора Довгопілля, який там тоді існував, неподалік від Черноглазівки сучасної Золочівської громади та 13 серпня від отриманих поранень помер в польовому шпиталі. Так як фронт за ці кілька днів встиг значно просунутись і разом з ним полковий шпиталь, похований він був вже саме в Полковій Микитівці. 
12 червня 2020 року, відповідно до розпорядження Кабінету Міністрів України № 725-р «Про визначення адміністративних центрів та затвердження територій територіальних громад Харківської області», село увійшло до Богодухівської міської громади.
19 липня 2020 року, в результаті адміністративно-територіальної реформи та ліквідації Богодухівського району (1923—2020), село увійшло до складу новоутвореного Богодухівського району Харківської області.

## Історичні документи

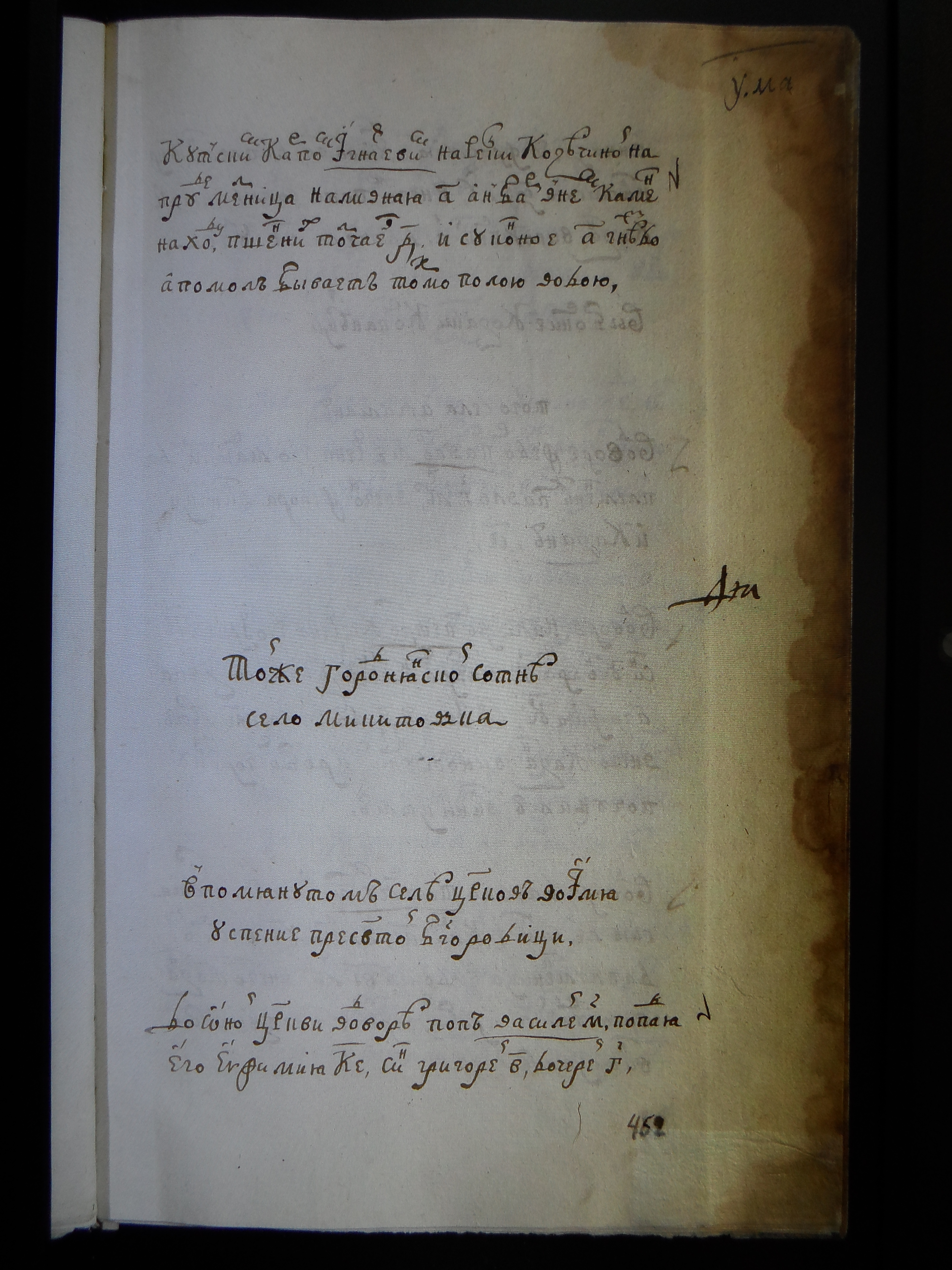
Перша сторінка перепису Микитівки Городнянської сотні 1718 року (РДАДА, ф. 350, оп. 1, спр. 15, арк. 452)

В архівах збереглась велика кількість історичних документів, що безпосередньо стосуються слободи Микитівки (Полкової Микитівки) первинно Охтирського полку.
Зокрема, збереглись численні ревізії, переписи, переліки мешканців, сповідні розписи та метричні книги Успенської церкви. 
Зокрема, лише в якості прикладу, збереглись дані так званого Ландратського перепису Микитівки Городнянської сотні Охтирського полку 1718 року, дані так званого перепису майора Хрущова Охтирського полку 1732 року, дані другої ревізії Охтирського полку 1744 року, дані сповідних розписів та метричних книг Успенської церкви Полкової Микитівки починаючи з 1770-х років і по 1910-ті (звісно, при цьому не всі і не за всі роки). 
Велика кількість цих документів (в тому числі, дані ревізій, переписів, переліків, метричмних книг, сповідних розписів) доступні для вільного перегляду, як на сайтах відповідних архівних установ (ЦДІАК, ДАХО, приміром), так і на спеціалізованих загальних сайтах генеалогічного характеру ("ФеміліСьорч", приміром) та також на ресурсах, що присвячені локальній історії Слобожанщини в цілому та Полкової Микитівки зокрема.

## Населення

### Мова
Розподіл населення за рідною мовою за даними перепису 2001 року:
| Мова       | Відсоток |
| ---------- | -------- |
| українська | 92,15%   |
| російська  | 5,57%    |
| вірменська | 1,92%    |
| інші       | 0,66%    |

## Відомі уродженці
- Калиненко Кирило Семенович — член Української Центральної Ради, викладач Київської політехніки.
- Касьяненко Федір Дмитрович — токар Харківського тракторного заводу Харківської області. Депутат Верховної Ради СРСР 8—10-го скликань.

## Герб села
Зображений у формі декоративного щита, що нагадує розкриту квітку тюльпана, символізуючи історичну готовність його жителів до захисту рідної землі, щирість і відкритість його мешканців, одночасно підкреслюючи мальовничу красу і велич сільських просторів.
Село розташоване в середині лісостепової зони і, практично, повністю обмежоване лісами. Тому зелений фон і дубове листя, у повному обсязі, символізують ліси, зелені насадження, історичну велич і могутність його просторів. Зображення хлібних ланів відтворює історичний розвиток села, де, починаючи від перших поселенців, і по цей час основою виробництва є сільське господарство і садівництво, що базуються на родючих чорноземних ґрунтах, даючи високі врожаї. Козак символізує історичне минуле і походження села. Калина — красу українських земель, а українка з короваєм — щирість і гостинність наших людей, та радість добрим гостям.